# Cykoria
Cykoria (Cichorium L.) – rodzaj roślin zielnych, należący do rodziny astrowatych. Liczy 7–8 gatunków. Rośliny te występują naturalnie w basenie Morza Śródziemnego i w pozostałej części Europy, zachodniej Azji, a poza tym w Etiopii. Cykoria podróżnik C. intybus jest gatunkiem introdukowanym i zdziczałym w Ameryce Północnej i Południowej, w południowej Afryce, wschodniej Azji, Australii i Oceanii. W Polsce rośnie cykoria podróżnik jako zadomowiony antropofit oraz cykoria endywia C. endivia w uprawie.
Cykoria podróżnik i endywia są szeroko rozpowszechnione jako rośliny warzywne (w uprawie liczne odmiany). Korzeń cykorii podróżnik używany jest jako substytut kawy do wyrobu kawy zbożowej. Uprawiane są także odmiany ozdobne cykorii podróżnik, czasem w ogrodach skalnych uprawia się także Cichorium spinosum.

## Morfologia

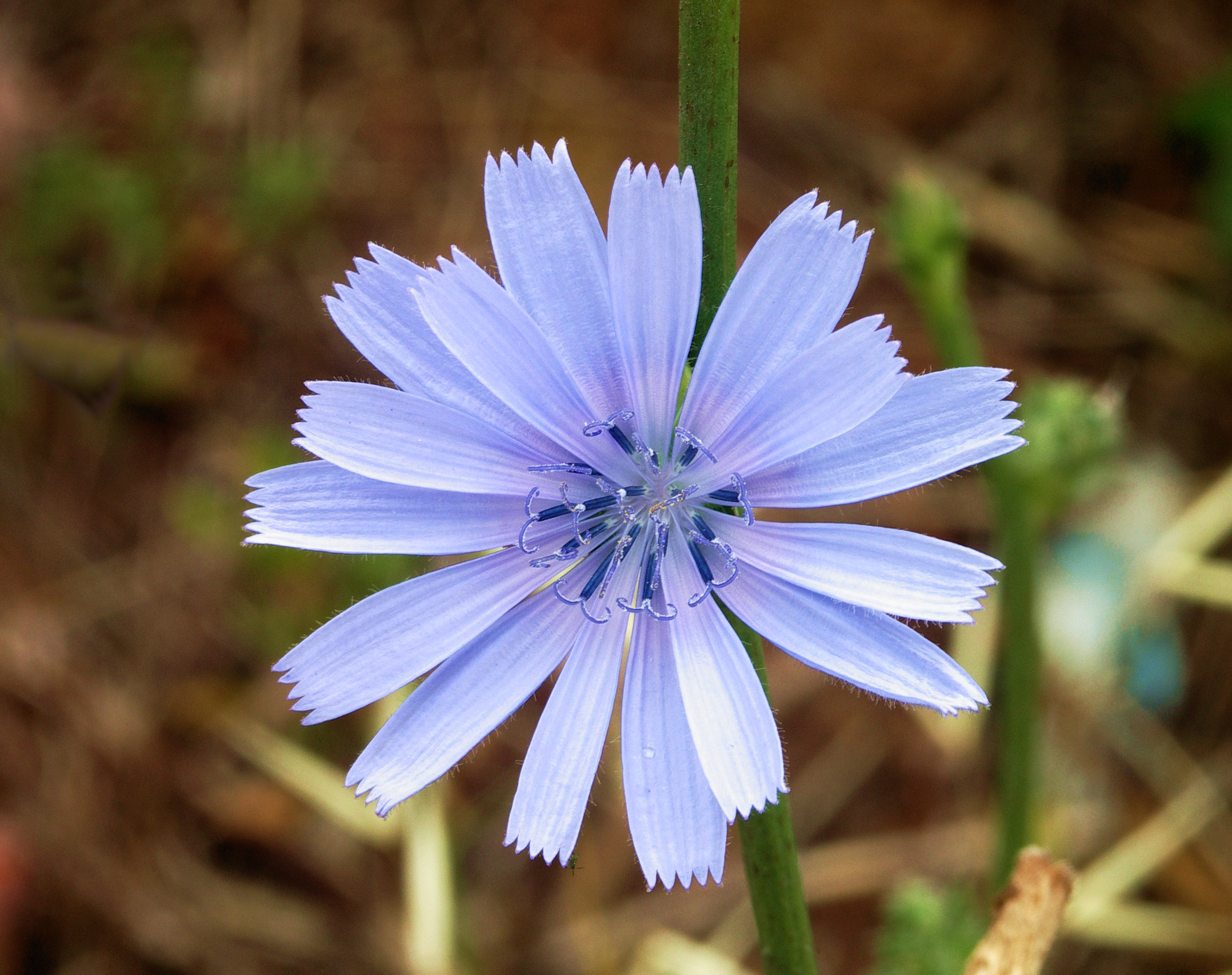
Kwiatostan cykorii podróżnik

PokrójByliny, rośliny dwuletnie  i jednoroczne osiągające od kilku cm do 1,2 m wysokości. Wytwarzają zgrubiałe korzenie palowe. Łodygi zwykle pojedyncze, rozgałęziające się w górze. Całe rośliny często szczeciniasto, szorstko owłosione, czasem nagie. Zawierają sok mleczny.
LiścieOdziomkowe i łodygowe, zwykle siedzące. Blaszka zwykle silnie podzielona na trójkątne, ostre klapy, ewentualnie ząbkowana, rzadko całobrzega, w zarysie szeroko lub wąsko lancetowata.
KwiatyZebrane w siedzące lub krótkoszypułkowe koszyczki skupione w pęczkach w kątach liści w górnej części pędu, rzadziej zebrane w pojedyncze koszyczki wyrastające na dłuższych szypułkach. Okrywy walcowate, o średnicy kilku mm. Listki okrywy w dwóch lub większej liczbie serii, szerokolancetowate do równowąskich, nierównej długości, przynajmniej na brzegu, a czasem w całości błoniaste, tępe lub zaostrzone. Dno koszyczka płaskie, dziurkowane, bez plewinek. Wszystkie kwiaty języczkowate, zwykle niebieskie, czasem białe lub różowe.
OwoceNiełupki gładkie, kanciaste, brązowawe zwieńczone kilkudziesięcioma białymi i trwałymi ośćmi puchu kielichowego.

## Systematyka
Rodzaj z podplemienia Cichoriinae, plemienia Cichorieae i podrodziny Cichorioideae w obrębie rodziny astrowatych Asteraceae.
Wykaz gatunków
- Cichorium bottae Deflers
- Cichorium calvum Sch.Bip.
- Cichorium endivia L. – cykoria endywia, endywia
- Cichorium glandulosum Boiss. & A.Huet
- Cichorium intybus L. – cykoria podróżnik
- Cichorium pumilum Jacq.
- Cichorium spinosum L.